# Invisible Man – Der Unsichtbare
Invisible Man – Der Unsichtbare ist eine US-amerikanische Science-Fiction- und Actionserie. Produziert wurde sie in den Jahren 2000 bis 2002 und später wegen geringer Quoten eingestellt. Die Serie basiert lose auf dem Buch The Invisible Man: A Grotesque Romance von H. G. Wells.

## Inhalt
Der Einbrecher Darien Fawkes wird auf frischer Tat erwischt und bekommt lebenslänglich ohne Bewährung. Sein Bruder, ein Wissenschaftler, weiß einen Ausweg. Darien muss sich eine Drüse einpflanzen lassen, die ein synthetisches Hormon "Quecksilber" produziert. Er erklärt sich dazu bereit und kann sich infolge des Experimentes unsichtbar machen.
Kurz darauf dringt der Terrorist Arnaud, der von dem Versuch erfahren hat, in das Labor ein und tötet Dariens Bruder. Fawkes kann Arnaud das Handwerk legen, dem aber die Flucht gelingt.
Da Darien Fawkes immer ein Gegenmittel braucht, um Wahnzustände abzuwenden, die durch den häufigen Gebrauch der Drüse ausgelöst werden, muss er für die Regierung arbeiten, weil nur sie ihm das Gegengift beschaffen kann.

## Trivia
Die Hauptfigur des Darien Fawkes ist gleichzeitig der Erzähler der einzelnen Folgen.
Im Pilotfilm hängt ein Plakat zum Originalfilm The invisible Man im Restaurant La Araña.